# Berg-Pippau
Der Berg-Pippau (Crepis pontana) ist eine Pflanzenart aus der Gattung Pippau (Crepis) innerhalb der Familie der Korbblütler (Asteraceae). Sie ist in den Alpen beheimatet.

## Beschreibung

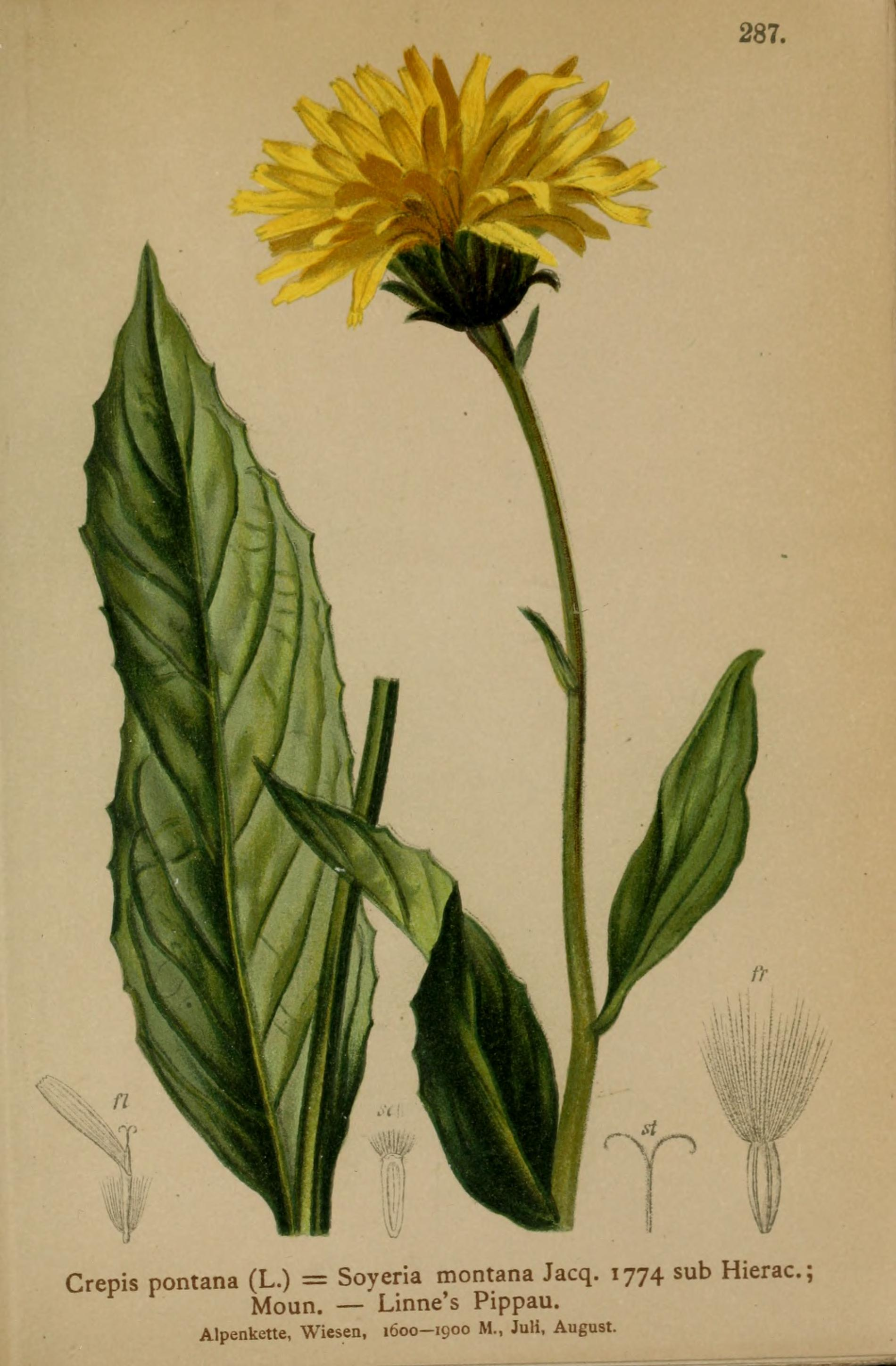
Illustration aus Atlas der Alpenflora, Tafel 287

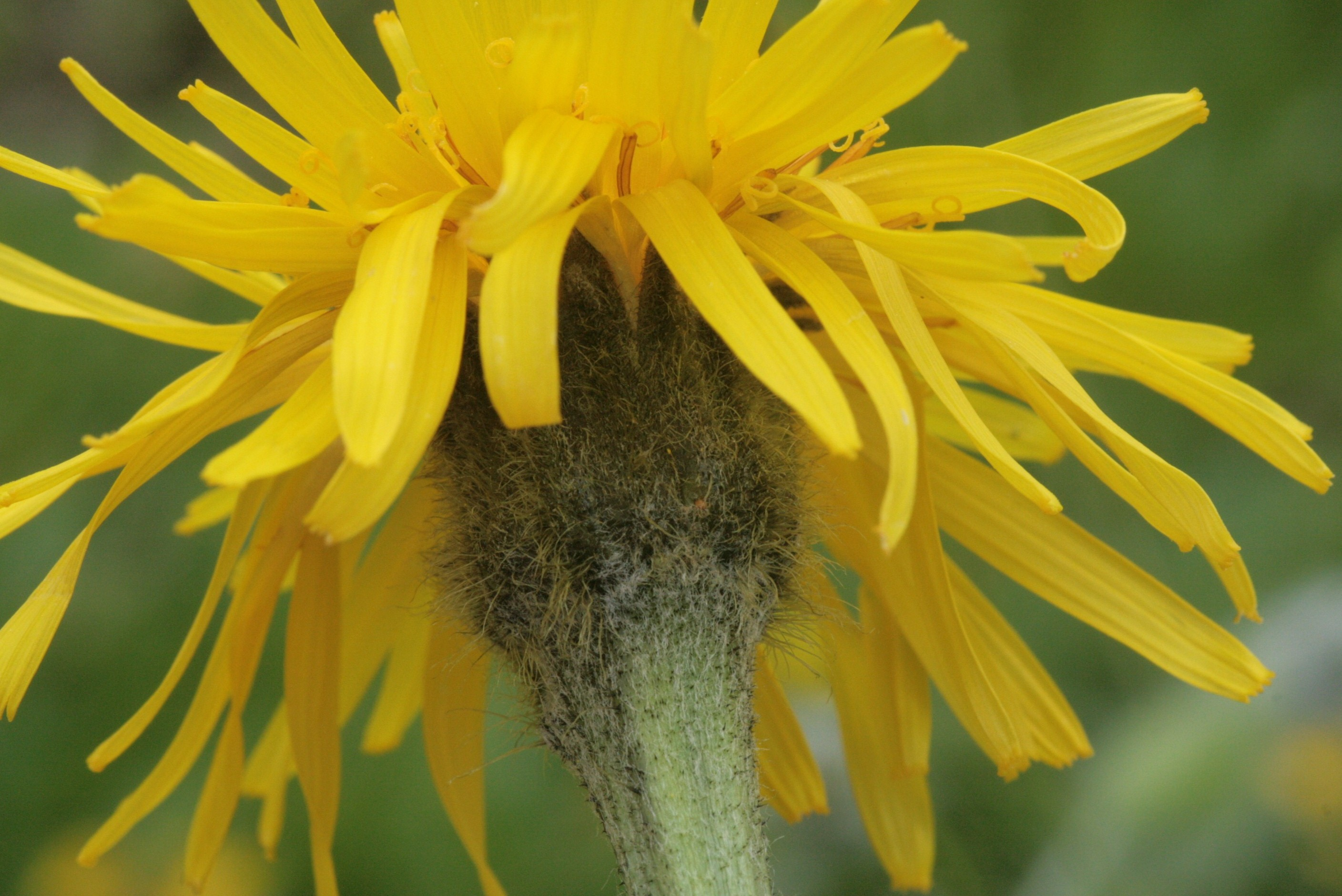
Blütenkorb von unten

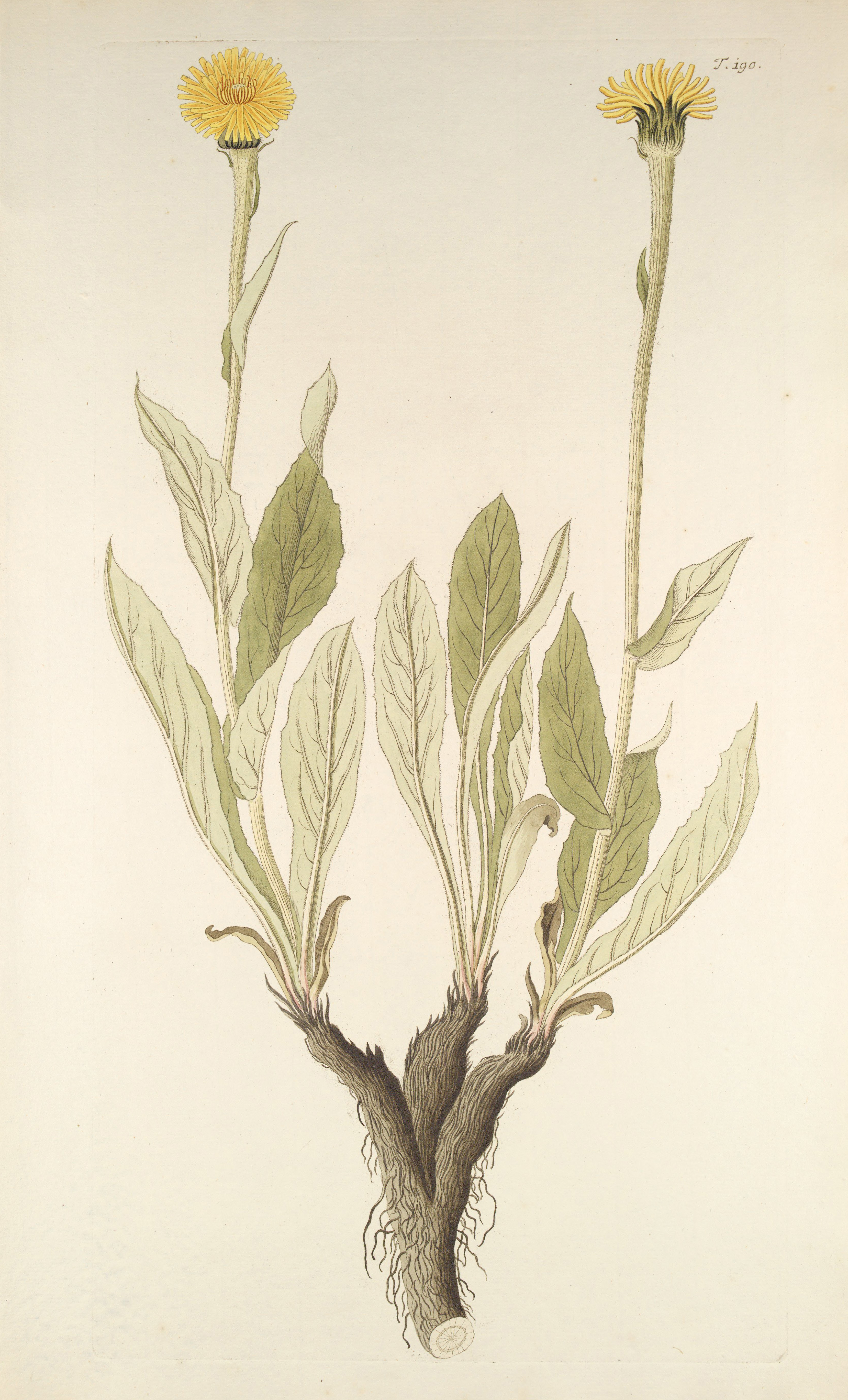
Illustration aus Nikolaus Joseph von Jacquin: Flora Austriaca. 2. Band, Kaliwoda, Wien, 1774, Tafel 190

### Vegetative Merkmale
Der Berg-Pippau wächst als ausdauernde krautige Pflanze und erreicht Wuchshöhen von 20 bis 60 Zentimetern. Er besitzt einen senkrechten, schwärzlichen „Wurzelstock“, der an der Oberfläche Fasern trägt.
Die einfachen Laubblätter sind gezähnelt, im Umriss elliptisch-länglich und etwas kraus behaart. Von den wenigen wechselständig angeordneten Stängelblättern sind die oberen sitzend und eiförmig-länglich. Die unteren Stängelblätter sind mehr keilig gegen den Grund verschmälert. Der Spreitengrund ist gerundet oder fast stängelumfassend.

### Generative Merkmale
Die Blütezeit erstreckt sich von Juni bis August. Auf dem weiß behaarten aufrechten Stängel befinden sich meist ein, selten zwei bis drei Blütenkörbe. Der Blütenkorbschaft ist oben filzig und auffällig verdickt. Die Blütenkörbe haben 4 bis 6 Zentimeter im Durchmesser. Die Korbhülle ist halbkugelig, 12 bis 22 Millimeter lang, dicht braungrün zottig und sternhaarig. Der Blütenboden ist fast flach und kahl. Der zweiästige Griffel ist gelb.
Die Achäne ist zehnrippig und 8 bis 12 Millimeter lang. Der etwa 9 Millimeter lange Pappus ist schmutzig-weiß.
Die Chromosomenzahl beträgt 2n = 10.

## Ökologie
Der Berg-Pippau zählt zu den Hemikryptophyten. Er ist ein Tiefwurzler. Blütenbesucher sind die Bienen Chelostoma nigricorne und Osmia fulviventris.
Der Berg-Pippau ist Wirtspflanze vom Rostpilz Puccinia crepidis-montanae mit Spermogonien und Telien.

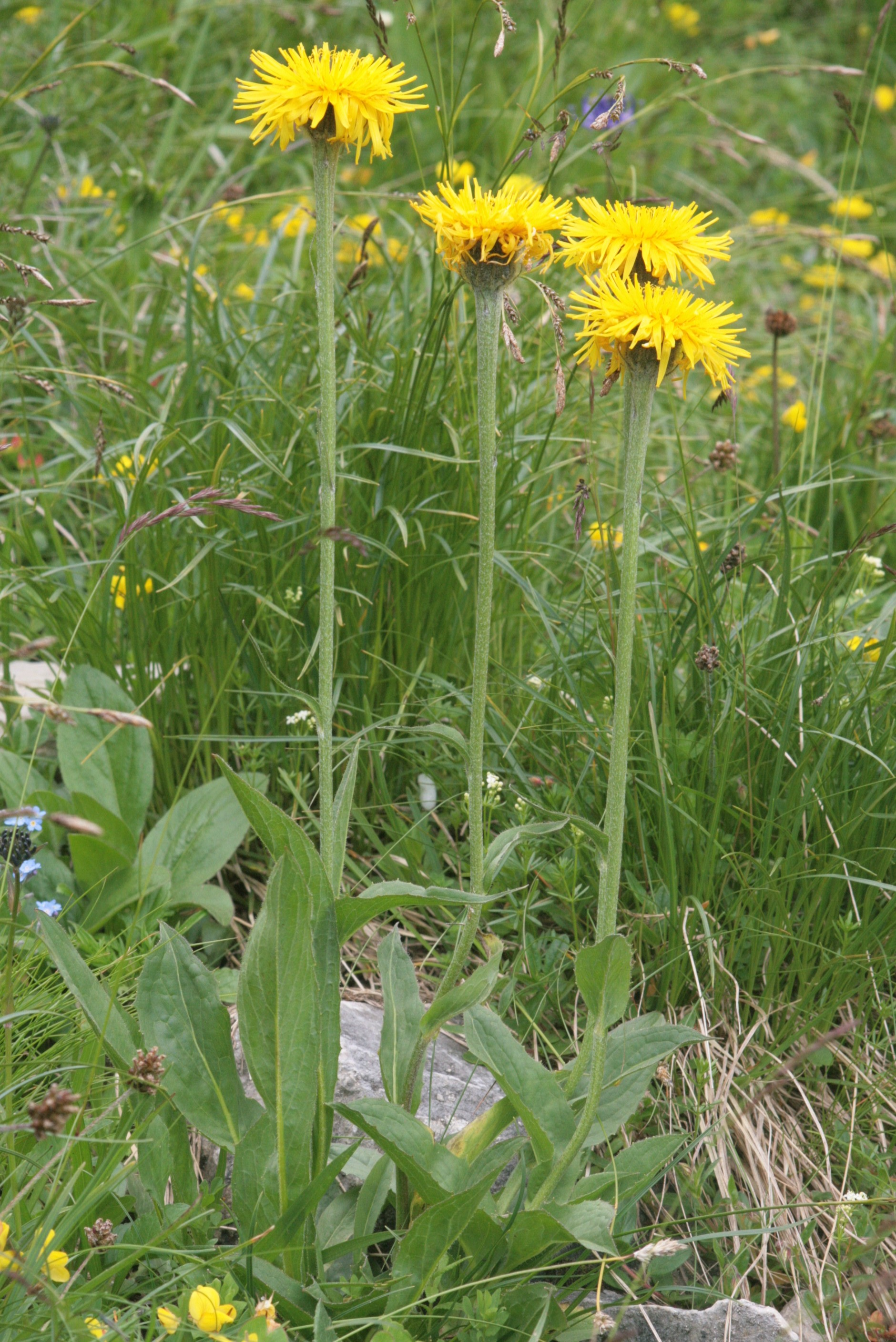
Habitus im Habitat

## Vorkommen
Für den Berg-Pippau gibt es Fundortangaben in Frankreich, der Schweiz, in Liechtenstein, Italien, Deutschland, Österreich, Bosnien und Herzegowina, Montenegro sowie Kroatien.
In den Zentralalpen und den Nordalpen kommt er zerstreut vor, im südlichen Schweizer Jura und in den Südalpen vereinzelt. Er gedeiht meist auf Höhenlagen von 1500 bis 2000 Metern. In den Allgäuer Alpen steigt er im Tiroler Teil zwischen Holzgau und Vorderer Mutte in Höhenlagen von 1420 bis zu 2100 Metern am Laufbacher Eck in Bayern auf. In Tirol steigt er bis in Höhenlagen von 2500 Meter, im Kanton Wallis bis 2200 Meter und in Graubünden im Schanfigg bis 2400 Meter auf.
Der Berg-Pippau gedeiht am besten auf kalkhaltigen, frischen, steinigen Lehm- oder Tonböden. Er besiedelt in Mitteleuropa Bergwiesen, seltener alpine Matten. Er ist eine Charakterart des Caricetum ferrugineae aus dem Verband Caricion ferrugineae.
Die ökologischen Zeigerwerte nach Landolt et al. 2010 sind in der Schweiz: Feuchtezahl F = 3+ (feucht), Lichtzahl L = 4 (hell), Reaktionszahl R = 4 (neutral bis basisch), Temperaturzahl T = 2 (subalpin), Nährstoffzahl N = 3 (mäßig nährstoffarm bis mäßig nährstoffreich), Kontinentalitätszahl K = 3 (subozeanisch bis subkontinental).

## Taxonomie
Die Erstveröffentlichung erfolgte 1753 unter dem Namen (Basionym) Hypochaeris pontana durch Carl von Linné in Species Plantarum, 2, Seite 810. Die Neukombination zu Crepis pontana (L.) Dalla Torre wurde 1882 durch den österreichischen Botaniker aus Tirol Karl Wilhelm von Dalla Torre (1850–1928) in Sonklar & al.: Anleitung zur Beobachtung und zum Bestimmen der Alpenpflanzen Seite 145 veröffentlicht. Das Artepitheton pontana bedeutet „aus dem Pontus am Schwarzen Meer“. Synonyme für Crepis pontana (L.) Dalla Torre sind: Crepis bocconei P.D.Sell nom. illeg., Crepis montana Tausch nom. illeg. non Bernh.